# Christian Drejer
Christian Drejer (né le 8 décembre 1982 à Copenhague, au Danemark) est un ancien joueur danois de basket-ball. Il a mis un terme à sa carrière en mars 2008, à l'âge de 26 ans.

## Biographie
Christian Drejer commence sa carrière au SISU Copenhague. Il part jouer deux saisons aux États-Unis en NCAA avec les Florida Gators. Il est sélectionné à sa sortie de Florida par les New Jersey Nets lors de la draft 2004 au 51e rang, alors qu'il avait quitté les Gators en plein milieu de la saison, ce qui créa alors une controverse,. Cependant, Drejer ne jouera pas un seul match en NBA. Il retourne en Europe, évoluant notamment sous les couleurs du FC Barcelone, de la Virtus Bologne et de la Virtus Rome.

### Fin de carrière
Lors de sa première année en NCAA, Drejer se blesse au pied gauche, ce qui le gêne pour sa saison. Cette blessure demeure un problème pour le reste de sa carrière. En 2007-2008, il est opéré à deux reprises, mais ne retrouve pas l'intégralité de ses moyens. En mars 2008, il est libéré de son contrat avec la Virtus Rome et le 11 mars 2008, la fédération danoise de basket-ball annonce dans un communiqué de presse qu'il met un terme à sa carrière.